# Yasuhikotakia morleti
Yasuhikotakia morleti (Tirant, 1885) è un piccolo pesce d'acqua dolce appartenente alla famiglia Cobitidae

## Distribuzione e habitat
Questo pesce è diffuso in Thailandia e nei bacini dei fiumi Mekong, Meklong e Chao Phraya. Abita le acque stagnanti e correnti, prevalentemente rocciose con fondale sassoso. Si nasconde in crepe tra le rocce e i tronchi sommersi.

## Descrizione
Il corpo è allungato, compresso ai fianchi, piuttosto alto. La bocca, provvista di barbigli, è rivolta verso il basso. La livrea è grigio-rosa, tendenzialmente uniforme. Dal muso parte una linea nera che delimita il profilo dorsale del pesce, scendendo lungo il peduncolo caudale, alla radice della coda. Sui fianchi sono a volte visibili sottilissime linee brune. Le pinne sono rosate trasparenti, la pinna caudale è puntinata delicatamente di nero. 

Raggiunge una lunghezza di 10 cm.

## Riproduzione
È un pesce oviparo: la deposizione avviene nelle pianure a carattere forestale inondate dalle tempeste monsoniche. Gli avannotti tornano poi nei fiumi quando l'acqua si ritira.

## Alimentazione
Si nutre di molluschi e crostacei.

## Acquariofilia
Un tempo classificato e conosciuto come Botia horae, questo cobite è ampiamente diffuso e commercializzato.